# St. Willehad (Nordenham)
St. Willehad ist die römisch-katholische Pfarrkirche der gleichnamigen Gemeinde in Nordenham in Niedersachsen. Sie steht unter dem Patrozinium des Heiligen Willehad und gehört zum Dekanat Oldenburg im Bistum Münster. Das Gotteshaus im Stil der Moderne ist eine Saalkirche mit angebautem Glockenturm und bietet 250 Gläubigen Platz.

## Geschichte
Nach der Reformation im 16. Jahrhundert begann die Reorganisation der katholischen Kirche in der Wesermarsch. Seit 1892 feierten die in der Diaspora lebenden Katholiken in Nordenham regelmäßig Gottesdienste in einem Privathaus mit einem Kaplan bzw. Lehrer, der aus dem 19 Kilometer entfernten Brake anreiste.
Durch die Gründung von industriellen Betrieben wuchs die Zahl der Einwohner in Nordenham. Die katholischen Bürger wünschten sich eine eigene Kirche, die vor allem durch Geldspenden aus dem Oldenburger Münsterland finanziert werden konnte. Die vom Architekten Ernst Adena (Nordenham) 1909 fertiggestellte St.-Willehad-Kirche war das erste katholische Gotteshaus auf der Halbinsel Butjadingen. Der Seelsorgebezirk Nordenham wurde 1924 von der Mutterpfarre St. Peter (Oldenburg) abgetrennt und zur eigenständigen Pfarrei erhoben.
Die Einwohnerzahl der Kleinstadt stieg nach dem Zweiten Weltkrieg vor allem wegen der vielen Vertriebenen und Ostflüchtlinge stark an, so dass auch ca. 5.000 meistens aus Schlesien stammende Katholiken in dieser Region eine neue Heimat fanden. Daher wurde 1959 das Gebäude von St. Willehad durch den Anbau eines großen Glockenturms erweitert.
Am 7. November 2010 fusionierten die Kirchengemeinden in der Region Nordenham zur neuen Pfarrgemeinde St. Willehad (Nordenham). Zur Prävention von sexuellem Missbrauch von Kindern und Jugendlichen erarbeitete 2022 eine Steuerungsgruppe im Auftrag des Pfarreirates ein institutionelles Schutzkonzept, das bei Bedarf modifiziert wird.
Am 1. Januar 2024 schlossen sich die Pfarreien St. Willehad (Nordenham), St. Marien (Brake), St. Benedikt (Jever), St. Bonifatius (Varel), St. Willehad (Wangerooge) sowie St. Willehad (Wilhelmshaven) zusammen zum Katholischen Kirchengemeindeverband Pastoraler Raum Wilhelmshaven.

## Glocken
Im Kirchturm von St. Willehad hängen die folgenden vier Bronzeglocken.
- Glocke 1: Schlagton: dis1; Ø 122 cm; Gießerei: Otto (Hemelingen); Gussjahr: 1960
- Glocke 2: Schlagton: fis1; Herkunft: Rengersdorf (Grafschaft Glatz) in Schlesien
- Glocke 3: Schlagton: gis1; Herkunft: Eisersdorf (Grafschaft Glatz) in Schlesien
- Glocke 4: Schlagton: h1; Ø 82 cm; Gießerei: Otto (Hemelingen); Gussjahr: 1960[7]

## Orgel
Die Firma Anton Feith (Paderborn) schuf 1913 die erste Orgel (II+P/18) von St. Willehad. Alfred Führer (Wilhelmshaven) baute 1972 eine neue Kirchenorgel (II+P/24) und führte 1991 eine Reinigung durch. Eine Generalüberholung und eine weitere Reinigung erfolgten 2008 durch Orgelbau Martin ter Haseborg (Uplengen).
Die Führer-Orgel besitzt ein Rückpositiv (C - g3), ein Hauptwerk (C - g3) und ein Pedal (C - f1). Das Schleifladen-Instrument hat 24 Register sowie zwei freie Kombinationen als Spielhilfe. Die Spieltraktur ist mechanisch und die Registertraktur elektrisch.